# Patrice Trigano
 (juillet 2018).
 (juillet 2018).
Pour les articles homonymes, voir Trigano.
Patrice Trigano, né le 4 octobre 1947 à Paris, est un expert en tableaux, collectionneur, galeriste et écrivain français.

## Biographie
Né à Paris le 4 octobre 1947, Patrice Trigano est le fils de l’industriel et homme politique André Trigano et de Gaby Sabatier. Après une scolarité à l’école Alsacienne où Alfred Simon l’initie au théâtre, il poursuit des études de droit, d’histoire de l’art à l’école du Louvre et de philosophie à l’école pratique des hautes études de la Sorbonne où il est l’élève de Jean Cassou.
En 1967, alors qu’il doit passer une année alité à la suite d'une péricardite constrictive, il découvre les penseurs tragiques, le Surréalisme  et se passionne pour l’art subversif et la pensée libertaire. Il décide alors de consacrer sa vie à l’art.
« Je suis un artropophage », écrira-t-il plus tard.
Il trouve son identité dans «l’art qui engage» , adhère aux idées de Mai 68 et devient un lecteur assidu de Marcuse. Sa première manifestation artistique sera l’organisation d’un concert Ravel à la sortie des caisses d’un supermarché avec l'Orchestre national des Pays de la Loire sous la direction d’Yves Prin.

## Une vie pour l'art
En septembre 1968, il devient assistant de Maurice Rheims  pour qui il organise les premières ventes aux enchères d’art contemporain en France, avec notamment des œuvres d’Andy Warhol, Tom Wesselmann, Jasper Johns, Frank Stella ou encore Yves Klein.
En 1969 il fait la connaissance de Daniel Buren et devient l’un de ses premiers collectionneurs puis il se lie d’amitié avec le critique d’art Pierre Restany ainsi qu’avec de nombreux artistes dont Jacques Villeglé, Raymond Hains, Arman, César, Mimmo Rotella, Jean Tinguely, Niki de Saint Phalle… 
En 1971 il devient expert en art pour la compagnie des commissaires-priseurs, puis, huit ans plus tard, pour la cour d’appel de Paris. En 1973, en association avec Pierre et Marianne Nahon, il ouvre la galerie Beaubourg  où il organise jusqu’en 1978 de nombreuses expositions dont, en particulier, Arman, Tetsumi Kudo, Raoul Hausmann, Georges Mathieu -le premier peintre dont, très jeune, il a acquis une toile en vendant sa collection de timbres-, César, Wols et Germaine Richier.
En 1974, il devient membre du Conseil d’administration de la Biennale de Paris et cofondateur du comité d’organisation de la FIAC. dont il deviendra le Vice-Président en 1991.

## Activités de galeriste
En 1983, il ouvre sa propre galerie rue des Beaux-Arts, où il organise de nombreuses expositions parmi lesquelles: André Masson, Henri Michaux, Hans Hartung, Jean-Paul Riopelle, Jean Hélion, Philippe Hiquily, Zao Wou-Ki, Chu Teh-Chun, Chen Yfei, Francis Grüber, Friedensreich Hundertwasser, Alberto Giacometti «une exposition qui accueillera jusqu’à mille visiteurs par jour, un record pour une galerie», Marc Chagall, Chaïm Soutine, Francis Picabia, Henri Matisse, Antoni Clavé, Roberto Matta, Magdalena Abakanowicz, Maurice Lemaître, Joan Miró, André Derain, Richard Estes, Allen Jones, Mel Ramos. En 2005, il vend chez Chritie's une grande partie de sa collection personnelle .
Pour les catalogues de ces expositions, il invite régulièrement des historiens d’art, des poètes ou des philosophes comme Edouard Glissant, Jean-François Lyotard ou encore Pascal Quignard dont, par ailleurs, il se fait l'éditeur pour deux livres (Les Septante et l’Amour conjugal) illustrés par Pierre Skira 

## L’écriture
Dans les années 2000, Patrice Trigano se tourne de plus en plus vers l’écriture tout en conservant son activité de galeriste. Après un premier livre sur l'art et son itinéraire de collectionneur, il a écrit sur Antonin Artaud - un livre salué par le prix Drouot -, Raymond Roussel et Alfred Jarry,. Il a publié deux livres de dialogues, le premier avec Alain Jouffroy (À l'ombre des flammes) et le second avec Fernando Arrabal (Rendez-vous à Zanzibar).

## Distinctions
- Commandeur de l'ordre des Arts et des Lettres. Chevalier des Arts et des Lettres (1987) puis officier des Arts et des Lettres (1994) et commandeur des Arts et des Lettres (2016)[13].
- Chevalier de la Légion d'honneur[14] (2007).
- Prix littéraire Drouot (2011).